# サンフランシスコ (防護巡洋艦)
サンフランシスコ (USS San Francisco, C-5/CM-2) は、アメリカ海軍の防護巡洋艦。艦名はカリフォルニア州サンフランシスコに因む。

## 艦歴
サンフランシスコはカリフォルニア州サンフランシスコのユニオン鉄工所で起工した。1889年10月26日にイーディス・W・ベンハムによって命名、進水し、1890年11月15日に艦長ウィリアム・T・サンプソン大佐の指揮下就役した。

サンフランシスコは1902年1月2日に再就役し、ヨーロッパ戦隊に配属された。9月に帰国し、南方およびカリブ海での作戦活動に従事する。地中海への巡航後、アジアへの巡航を行い、1904年の秋にノーフォーク海軍造船所に入渠、同所で12月31日に退役した。
1908年6月に、サンフランシスコは機雷敷設艦への改修を命じられる。1910年には5インチ砲8門が装備された。1911年8月21日に再就役したが予備役状態で保管された。その後ニューヨークでの観閲式に参加し、1911年11月29日に完全就役状態に置かれた。
1912年12月19日に機雷敷設艦に指定され、サンフランシスコはノーフォークを拠点として西大西洋およびカリブ海で1916年まで活動した。その後再び不活性化が命じられ、1916年6月9日にニューハンプシャー州ポーツマスで予備役状態に置かれる。しかしながら10月18日に再び就役する。
1917年4月にアメリカ合衆国が第一次世界大戦へ参戦すると、サンフランシスコはハンプトン・ローズに防潜網を敷設する。6月にニューヨークへ移動し、深部に機雷を敷設する実験に参加した。8月にはポーツマス海軍工廠でオーバーホールを行い、9月半ばにコネチカット州ニューロンドンに移動、防潜網敷設任務に従事し、晩秋にノーフォークでの訓練任務を命じられた。1917年12月から1918年3月まで広範囲オーバーホールが行われ、4月に第1機雷戦隊の旗艦に命じられる。
5月にロードアイランド州ニューポートで戦隊が形成され、12日にイギリスに向けて出航した。26日にイギリス海軍の部隊がインヴァネスに先導し、戦隊は2週以内にドイツ潜水艦の航行を妨げるための北海機雷原敷設に参加した。
サンフランシスコは11月11日の停戦成立まで機雷敷設任務に従事した。その後掃海艇が到着し、サンフランシスコは帰国の準備に入る。12月2日にインヴァネスを出航し、1919年1月3日にハンプトン・ローズに到着した。オーバーホール後サンフランシスコは1921年まで西大西洋およびカリブ海で巡航を続ける。1920年7月17日に CM-2 （機雷敷設艦）に艦種が指定される。1921年に不活性化が命じられ、10月6日にフィラデルフィアに到着、同地で12月24日に退役した。
10年間保管されたサンフランシスコは、建造中の重巡洋艦にその名を与えるためタホー (USS Tahoe) と改名され、続いて1931年1月1日にヨセミテ (USS Yosemite) と改名された。ヨセミテはフィラデルフィアでさらに8年間保管され、1937年6月8日に除籍されたがその後も保管され、1939年4月20日にメリーランド州ボルチモアのユニオン・シップビルディング社にスクラップとして売却された。